# 161-я стрелковая дивизия (2-го формирования)
161-я стрелковая Станиславская Краснознамённая ордена Богдана Хмельницкого дивизия — формирование (стрелковая дивизия) РККА (ВС СССР) во время Великой Отечественной войны. Участвовала в боях на западном направлении.

## История

### Формирование
Сформирована в апреле 1942 года из 13-й стрелковой бригады как 161-я стрелковая дивизия (2-го формирования).
Формирование дивизии проходило в городе Мичуринске Тамбовской области на территории Московского военного округа с 16 апреля по 2 июля 1942 года. В состав нового соединения вошли 565, 569, 575-й стрелковые и 1036-й артиллерийский полки, а также другие отдельные части обеспечения и обслуживания.
Два месяца шла напряжённая учёба. Комиссия Государственного комитета обороны под председательством Маршала Советского Союза К. Е. Ворошилова подтвердила, что дивизия стала сплочённым боевым коллективом, готовым к боям.

### Боевой путь
10 июля 1942 года 161-я стрелковая дивизия была передислоцирована в район Воронежа, где вошла в состав 60-й армии и сразу вступила в бой.
В конце сентября соединение было передано в состав 38-й армии и заняло оборону на двадцатикилометровом фронте — от Нижняя Верейка до Дона.
14 января 1943 года, дивизия принимала участие в прорыве обороны немцев на Дону в районе села Щучье. За пятнадцать суток наступления дивизия прошла с боями 150 километров. После разгрома немецких войск на Верхнем Дону войска Воронежского фронта стали развивать удар на Харьков.
23 марта 1943 года продвижение немецких войск в полосе Воронежского фронта было остановлено. Войска перешли к обороне, и дивизия более трёх месяцев находилась южнее Курска во втором эшелоне 60-й армии.
Битва за Днепр стала героической эпопеей. За это победное сражение свыше 400 солдат и офицеров дивизии получили высокие правительственные награды — ордена и медали, а 32 воина были удостоены звания Героя Советского Союза.
В Житомирско-Бердичевской операции в конце 1943 года дивизия, прорвав вражескую оборону и пройдя с боями 40 километров, она за три дня освободила 15 населённых пунктов.
В мае 1944 года дивизия была передана 18-му гвардейскому стрелковому корпусу, который в июне вошёл в 1-ю гвардейскую армию. В составе этой армии дивизия участвовала в Львовско-Сандомирской наступательной операции.
Ведя наступление на станиславско-дрогобычском направлении, 26 июля дивизия получила приказ повернуть главные силы на Станислав.
27 июля Станислав был полностью освобождён от немецких войск, а вечером того же числа Москва салютовала доблестным войскам 1-й гвардейской армии, освободившим Станислав, 20 артиллерийскими залпами из 224 орудий.
Части дивизии начали преследовать отходящего противника. В ночь на 30 июля был освобождён город Калуш, а 7 августа — город Борислав.
17 января 1945 года дивизия начала новое наступление форсировав реку Ондаву. Боевые действия развивались успешно. 19 января был освобождён город Прешов — крупный промышленный центр и важный узел дорог Словакии. В последующие дни в упорных боях были освобождены многие другие населённые пункты за это дивизия награждена орденом Богдана Хмельницкого 2-й степени.
30 апреля Моравска-Острава была полностью освобождена от оккупантов.
За месяц боевых действий на подступах к городу воины дивизии уничтожили свыше 3000 солдат и офицеров и 599 взяли в плен. Были захвачены богатые трофеи.
30.4.1945 года дивизия за овладение городом Моравска-Острава была награждена орденом Красного Знамени.
Награждены орденом Красного Знамени и её 569-й и 575-й стрелковые полки в числе наиболее отличившихся в боях.
30.4.1945 г. части дивизии овладели Петржковице и подошли к Одеру.
5 мая 1945 г. дивизия в составе 107-го ск вошла в состав 60-й армии, которая совместно с 38-й армией наносит удар в направлении Оломоуца.
8 мая сосредоточилась в 80-120 км от Праги. В этот день подписан Акт о капитуляции немецкой армии, но в районе Праги противник ещё оказывает сопротивление.
10-11 мая 1945 года дивизия ведёт последние бои по уничтожению остатков противника.
После войны в 1945 году преобразована в 24-ю механизированную дивизию. С 1957 года 161-я мотострелковая Станиславская Краснознамённая ордена Богдана Хмельницкого дивизия.

## Состав
- 565-й стрелковый полк
- 569-й стрелковый полк
- 575-й стрелковый полк
- 1036-й артиллерийский полк, а также другие отдельные части обеспечения и обслуживания.

- Управление дивизии (1 Р-156БТР)
- 57-й гвардейский мотострелковый Дунайский орденов Суворова и Кутузова полк, Изяслав (31 Т-54, 35 БМП-1, 2 БРМ-1К, 5 Р-145БМ, 3 БРЭМ, 1 МТУ-20)
- 313-й мотострелковый полк, Ровно (30 Т-55, 3 БМП-1, 2 БРМ-1К, 5 Р-145БМ, 1 МТУ-20)
- 316-й мотострелковый полк, Изяслав (31 Т-54, 3 БМП-1, 2 БРМ-1К, 4 Р-145БМ, 1 МТУ-20)
- 83-й гвардейский танковый полк, Изяслав (28 Т-55, 66 Т-54, 14 БМП-1, 2 БРМ-1К, 5 Р-145БМ, 1 МТУ-20, 3 РХМ)
- 1036-й самоходно-артиллерийский полк, Изяслав (12 БМ-21 «Град», 5 ПРП-4, 1 1В18, 1 1В19)
- 1067-й зенитный ракетный полк, Изяслав (1 Р-145БМ, 1 Р-156БТР
- 1297-й отдельный противотанковый артиллерийский дивизион, Изяслав (22 МТ-ЛБТ)
- 92-й отдельный разведывательный батальон, Изяслав (10 БМП-1, 7 БРМ-1К, 1 БТР-70, 2 Р-145БМ
- 925-й отдельный батальон связи, Изяслав (8 Р-145БМ, 1 Р-137Б)
- 336-й отдельный инженерно-сапёрный батальон, Изяслав (2 УР-67)
- 660-й отдельный батальон материального обеспечения
- 184-й отдельный ремонтно-восстановительный батальон
- Итого: 186 танков, 80 БМП, 1 БТР, 12 РСЗО[2]

## Вышестоящие воинские части
| Подчинение 161-й стрелковой дивизии (2-го формирования) в период Великой Отечественной войны | Подчинение 161-й стрелковой дивизии (2-го формирования) в период Великой Отечественной войны | Подчинение 161-й стрелковой дивизии (2-го формирования) в период Великой Отечественной войны | Подчинение 161-й стрелковой дивизии (2-го формирования) в период Великой Отечественной войны | Подчинение 161-й стрелковой дивизии (2-го формирования) в период Великой Отечественной войны |
| Дата                                                                                         | Фронт (округ)                                                                                | Армия                                                                                        | Корпус                                                                                       |                                                                                              |
| -------------------------------------------------------------------------------------------- | -------------------------------------------------------------------------------------------- | -------------------------------------------------------------------------------------------- | -------------------------------------------------------------------------------------------- | -------------------------------------------------------------------------------------------- |
| 01.05.1942 года                                                                              | Московский военный округ                                                                     |                                                                                              |                                                                                              |                                                                                              |
| 01.06 1942 года                                                                              | Резерв Ставки ВГК                                                                            | 3-я резервная армия                                                                          |                                                                                              |                                                                                              |
| 01.08.1942 года                                                                              | Воронежский фронт                                                                            | 60-я армия                                                                                   |                                                                                              |                                                                                              |
| 01.10.1942 года                                                                              | Воронежский фронт                                                                            | 38-я армия                                                                                   |                                                                                              |                                                                                              |
| 01.01.1943 года                                                                              | Воронежский фронт                                                                            |                                                                                              | 18-й стрелковый корпус                                                                       |                                                                                              |
| 01.03.1943 года                                                                              | Воронежский фронт                                                                            | 69-я армия                                                                                   | 18-й стрелковый корпус                                                                       |                                                                                              |
| 01.04.1943 года                                                                              | Воронежский фронт                                                                            | 40-я армия                                                                                   |                                                                                              |                                                                                              |
| 01.08.1943 года                                                                              | Воронежский фронт                                                                            | 40-я армия                                                                                   | 52-й стрелковый корпус                                                                       |                                                                                              |
| 01.09.1943 года                                                                              | Воронежский фронт                                                                            | 40-я армия                                                                                   | 47-й стрелковый корпус                                                                       |                                                                                              |
| 01.11.1943 года                                                                              | 1-й Украинский фронт                                                                         | 40-я армия                                                                                   | 47-й стрелковый корпус                                                                       |                                                                                              |
| 01.12.1943 года                                                                              | 1-й Украинский фронт                                                                         | 40-я армия                                                                                   |                                                                                              |                                                                                              |
| 01.01.1944 года                                                                              | 1-й Украинский фронт                                                                         | 18-я армия                                                                                   | 101-й стрелковый корпус                                                                      |                                                                                              |
| 01.02.1944 года                                                                              | 1-й Украинский фронт                                                                         | 18-я армия                                                                                   | 52-й стрелковый корпус                                                                       |                                                                                              |
| 01.04.1944 года                                                                              | 1-й Украинский фронт                                                                         | 18-я армия                                                                                   | 22-й стрелковый корпус                                                                       |                                                                                              |
| 01.05.1944 года                                                                              | 1-й Украинский фронт                                                                         | 38-я армия                                                                                   | 67-й стрелковый корпус                                                                       |                                                                                              |
| 01.06.1944 года                                                                              | 1-й Украинский фронт                                                                         | 38-я армия                                                                                   | 18-й гвардейский стрелковый корпус                                                           |                                                                                              |
| 01.07.1944 года                                                                              | 1-й Украинский фронт                                                                         | 1-я гвардейская армия                                                                        | 18-й гвардейский стрелковый корпус                                                           |                                                                                              |
| 01.09.1944 года                                                                              | 4-й Украинский фронт                                                                         | 1-я гвардейская армия                                                                        | 18-й гвардейский стрелковый корпус                                                           |                                                                                              |
| 01.11.1944 года                                                                              | 4-й Украинский фронт                                                                         | 1-я гвардейская армия                                                                        | 107-й стрелковый корпус                                                                      |                                                                                              |
| 01.04.1945 года                                                                              | 4-й Украинский фронт                                                                         | 1-я гвардейская армия                                                                        |                                                                                              |                                                                                              |
| 01.05.1945 года                                                                              | 4-й Украинский фронт                                                                         | 1-я гвардейская армия                                                                        | 107-й стрелковый корпус                                                                      |                                                                                              |

## Командование
Командиры дивизии:
- Кочетков, Павел Иванович (01.04.1942 — 27.11.1942), полковник
- Тертышный, Пётр Вакулович (28.11.1942 — 30.05.1944), полковник, с 01.01.1943 генерал-майор
- Коченов, Григорий Матвеевич (01.06.1944 — 21.07.1944), полковник
- Новожилов, Виталий Иванович (22.07.1944 — 28.11.1944), полковник
- Васильев, Иван Ермолаевич (29.11.1944 — 18.12.1944), полковник
- Гершевич, Николай Алексеевич (Моисеевич) (19.12.1944 — 08.08.1945), полковник
- Гришин, Михаил Данилович (12.10.1945 — 10.09.1946), генерал-майор

Заместители командира дивизии:
- Жеков-Богатырёв, Фёдор Христофорович (18.03.1943 — ??.05.1943), подполковник

Командиры полков:
565-й стрелковый полк
- Гусев Василий Фёдорович (30.04.1942 — 14.06.1942)
- Мерзлых Павел Егорович (14.06.1942 — 20.06.1942)
- Арутюнов Михаил Николаевич (10.07.1942 — 10.09.1942)
- Бабинов Захарий Георгиевич (по 15.09.1942)
- Габрук Михаил Емельянович (25.09.1942 — 16.08.1943), умер от ран
- Горбушин Сидор Петрович (с 29.11.1942)
- Илларионов Павел Ефимович (с 01.03.1943)
- Ермолаев Александр Александрович (15.05.1943 — 00.12.1944)
- Нотенов Пётр Борисович (15.01.1944 — 21.12.1944)
- Ткачёв Александр Захарович (с 11.04.1944)
- Кузнецов Иван Васильевич (с 14.09.1944)
- Фомин Сергей Алексеевич (с 21.12.1944)
- Кашкинов Алексей Никитович

569-й стрелковый полк
- Гусев Василий Фёдорович (с 30.04.1942)
- Сипович Михаил Иванович (02.05.1942 — 14.06.1942)
- Илюшин Михаил Иванович (с 28.06.1942)
- Юрченков Иван Степанович (17.12.1942 — 14.02.1943), умер от ран
- Федотов Василий Николаевич (19.02.1943 — 13.05.1943)
- Нагин Василий Яковлевич (13.05.1943 — 09.11.1943)
- Калашников Дмитрий Яковлевич (09.07.1943 — 05.10.1943), погиб 05.10.1943
- Серовиков Михаил Николаевич (09.11.1943 — 31.01.1946) (?)
- Федотов Василий Николаевич, (с 13.01.1944) (?)

575-й стрелковый полк
- Рубцов Борис Тихонович (с 30.06.1943)
- Луночкин Виктор Иванович (23.10.1943 — 25.10.1943), погиб 25.10.1943
- Сипович Михаил Иванович (по 09.11.1943)
- Литвинов Матвей Осипович (14.11.1943 — 14.09.1944)
- Новиков Николай Алексеевич (14.09.1944 — 24.09.1944)
- Хачатурян Семён Александрович (15.12.1944 — 24.12.1944), погиб 24.12.1944
- Ветелкин Степан Григорьевич (с 21.12.1944)
- Костюк Андрей Петрович (01.01.1945 — 06.03.1945)
- Калашьян Гарник Мацакович (19.02.1945 — 14.12.1945)

1036 артиллерийский полк
- Бирюков Илья Игнатьевич

## Наименования и награды
- 10 августа 1944 года — Почётное наименование «Станиславская». — присвоено приказом Верховного Главнокомандующего № 0255 от 10 августа 1944 года за отличие в боях при освобождении города Станислава.[4][5]
- 19 февраля 1945 года —  Орден Богдана Хмельницкого II степени — награждена указом Президиума Верховного Совета СССР от 19 февраля 1945 года за образцовое выполнение заданий командования в боях с немецкими захватчиками, за овладение городами Новы Сонч, Прешов,Кошице,Бардева и проявленные при этом доблесть и мужество.[6]
- 28 мая 1945 года —  Орден Красного Знамени — награждена указом Президиума Верховного Совета СССР от 28 мая 1945 года за образцовое выполнение заданий командования в боях с немецкими захватчиками при овладении городами Моравская Острава, Жилина и проявленные при этом доблесть и мужество.[7]

Награды частей дивизии:
- 565-й стрелковый Бориславский[8] Краснознамённый[9] ордена Суворова[10] полк
- 569-й стрелковый Краснознамённый[11] ордена Богдана Хмельницкого[12] полк
- 575-й стрелковый Краснознамённый[11] ордена Богдана Хмельницкого[12] полк
- 1036-й артиллерийский Станиславский[5] Краснознамённый[9] полк
- За успешные боевые действия в Прикарпатье, массовый героизм, мужество и отвагу 569-й и 575-й стрелковые полки были награждены орденом Богдана Хмельницкого 3-й степени.
- За успешные боевые действия в Карпатах 565-й стрелковый полк был награждён орденом Суворова 3-й степени,

## Отличившиеся воины
| Награда | Ф.И.О.                            | Должность                                                                            | Звание               | Дата награждения | Примечание                   |
| ------- | --------------------------------- | ------------------------------------------------------------------------------------ | -------------------- | ---------------- | ---------------------------- |
|         | Горшков, Василий Николаевич       | командир отделения роты автоматчиков 575-го стрелкового полка                        | младший сержант      | 23.10.1943       | погиб в бою 31.08.194 года   |
|         | Григорьев, Сергей Иванович        | командир взвода пешей разведки 575-го стрелкового полка                              | старшина             | 23.10.1943       |                              |
|         | Гриценко, Игнат Кузьмич           | стрелок 4-й роты 2-го стрелкового батальона 569-го стрелкового полка                 | красноармеец         | 23.10.1943       | умер от ран 10.11.1943       |
|         | Ермолаев, Александр Александрович | командир 565-го стрелкового полка                                                    | майор                | 23.10.1943       |                              |
|         | Ефименко, Иван Фёдорович          | командир пулемётной роты 569-го стрелкового полка                                    | старший лейтенант    | 23.10.1943       |                              |
|         | Ивенков, Михаил Борисович         | командир 9-й стрелковой роты 1-го стрелкового батальона 575-го стрелкового полка     | младший лейтенант    | 23.10.1943       |                              |
|         | Казаев, Иван Абрамович            | командир отделения 569-го стрелкового полка                                          | старший сержант      | 23.10.1943       |                              |
|         | Комаров, Виктор Петрович          | командир взвода 2-го стрелкового батальона 569-го стрелкового полка                  | младший лейтенант    | 23.10.1943       | убит в бою 28.09.1943        |
|         | Коростелёв, Пётр Иванович         | командир отделения 6-й роты 2-го стрелкового батальона 569-го стрелкового полка      | сержант              | 23.10.1943       |                              |
|         | Корчак, Иосиф Павлович            | начальник штаба 1036-го артиллерийского полка                                        | майор                | 24.12.1943       | погиб 13.10.1943             |
|         | Крамаренко, Григорий Иванович     | командир пулемётного расчёта 2-го стрелкового батальона 569-го стрелкового полка     | сержант              | 23.10.1943       |                              |
|         | Кулешов, Константин Алексеевич    | командир отделения роты противотанковых ружей 565-го стрелкового полка               | сержант              | 23.10.1943       |                              |
|         | Лапин, Иван Васильевич            | командир 2-го стрелкового батальона 569-го стрелкового полка                         | старший лейтенант    | 23.10.1943       |                              |
|         | Лобанов, Спартак Михайлович       | командир пулемётного взвода 2-го батальона 569-го стрелкового полка                  | младший лейтенант    | 23.10.1943       |                              |
|         | Назаренко, Пётр Данилович         | командующий артиллерии дивизии                                                       | подполковник         | 24.12. 1943      | погиб в бою 19.04.1944       |
|         | Ожиганов, Илья Алексеевич         | автоматчик роты автоматчиков 565-го стрелкового полка                                | красноармеец         | 23.10.1943       |                              |
|         | Орехов, Алексей Егорович          | стрелок 569-го стрелкового полка                                                     | красноармеец         | 23.10.1943       |                              |
|         | Павликов, Дмитрий Кузьмич         | начальник артиллерии 575-го стрелкового полка                                        | капитан              | 23.12.1943       |                              |
|         | Писклов, Пётр Кириллович          | командир взвода противотанковых ружей 565-го стрелкового полка                       | старший сержант      | 23.10.1943       | погиб в бою 17.11.1943       |
|         | Поддубный, Алексей Павлович       | начальник артиллерии 569-го стрелкового полка                                        | капитан              | 23.10.1943       |                              |
|         | Пономарчук, Андрей Иванович       | командир 5-й роты 2-го стрелкового батальона 569-го стрелкового полка                | лейтенант            | 23.10.1943       | погиб 7.02.1944              |
|         | Почтарёв, Николай Иванович        | наводчик миномётной роты 569-го стрелкового полка                                    | старший сержант      | 10.01.1944       |                              |
|         | Пресняков, Иван Васильевич        | командир расчёта миномётной роты 2-го стрелкового батальона 569-го стрелкового полка | старший сержант      | 10.01.1944       |                              |
|         | Рыжов, Михаил Григорьевич         | командир отделения роты автоматчиков 565-го стрелкового полка                        | старшина             | 23.10.1943       |                              |
|         | Сыртланов, Муллаяр Исламгареевич  | командир отделения 569-го стрелкового полка                                          | старший сержант      | 23.10.1943       | пропал без вести             |
|         | Тертышный, Пётр Вакулович         | командир дивизии                                                                     | генерал-майор        | 23.10.1943       |                              |
|         | Толстой, Степан Калистратович     | командир роты 569-го стрелкового полка                                               | лейтенант            | 23.10.1943       |                              |
|         | Турченко, Николай Архипович       | командир отделения 565-го стрелкового полка                                          | старший сержант      | 23.10.1943       |                              |
|         | Федотов Василий Николаевич        | командир 569-го стрелкового полка                                                    | подполковник         | 23.10.1943       |                              |
|         | Холод, Григорий Иванович          | разведчик 1-го стрелкового батальона 575-го стрелкового полка                        | гвардии красноармеец | 23.10.1943       |                              |
|         | Чубарых, Михаил Дмитриевич        | пулемётчик 569-го стрелкового полка                                                  | младший сержант      | 23.10.1943       | пропал без вести в 1944 году |
|         | Шафров, Александр Филиппович      | командир роты автоматчиков 565-го стрелкового полка                                  | старший лейтенант    | 23.10.1943       |                              |

## Прочие факты
В годы войны в дивизии проходил службу отец будущего Президента СССР М. С. Горбачёва командир отделения 336-го отдельного сапёрного батальона Сергей Андреевич Горбачёв награждённый за боевые отличия двумя орденами Красной Звезды и медалью «За отвагу».